# Poecilopsis ancilla
Poecilopsis ancilla är en fjärilsart som beskrevs av Harrison. Poecilopsis ancilla ingår i släktet Poecilopsis och familjen mätare. Inga underarter finns listade i Catalogue of Life.